# Moerser SC
El Moerser Sportclub 1985 e. V., simplemente Moerser SC, es un equipo de voleibol alemán de la ciudad de Moers.

## Historia
El equipo fue fundado en 1985 y participó en la segunda Divisiàon del campeonato de voleibol de la Alemania Occidental. Ascendió a la primera división en la temporada 1986-87 y en la de 1991-92 ganó la primera edición de la  1. Bundesliga de Alemania unificada. Ganó también dos de las primeras tres ediciones de la Copa de Alemania, la inaugural de 1990-91 y la de 1992-93.
En 1990 hizo la historia del voleibol alemán en ser el primer equipo de Alemania Occidental en ganar una competición continental, la Copa CEV 1989-90 tras acabar en primera posición la liguilla final. Disputó también la Final Four de la Recopa de Europa en la temporada 1991-92: tras ser eliminada por el Volley Gonzaga Milano italiano en la semifinal (1-3), derrotó al VT Torhout de Bélgica en la final por el 3°-4° lugar con un contundente 3-0.
En los años siguientes no fue capaz de ganar otro títulos aunque en cuatro ocasiones llegó hasta la final de la Copa de Alemania. En 2005-06 y 2006-07 fue derrotada por el VfB Friedrichshafen y en 2008-09 y 2012-13 por el TSV Unterhaching.
Al final de la temporada 2013-14 dejó la 1.Bundesliga por falta de patrocinador y decidió bajar hasta la tercera división.

## Palmarés
- Campeonato de Alemania (1)

1991-92
- Copa de Alemania (2)

1990-91, 1992-93
2° lugar (4): 2005-06, 2006-07, 2008-09, 2012-13
- Cev Cup/Challeng Cup (1)

1989-90
- Recopa de Europa

3° lugar (1): 1991-92